# Crouchen
Le crouchen est un cépage rare français produisant des raisins blancs. Il est très peu répandu aujourd'hui et représentait environ 0,5 hectares en 2018. Il est considéré pratiquement introuvable à ce jour en France.

## Origine et répartition géographique
Le crouchen est un cépage des pyrénées. En France, il est très peu cultivé (vin des sables de Messanges, sur le littoral landais de Gascogne) mais en Australie il fut multiplié sous le nom de Clare riesling (actuellement près de 1 360 hectares) et selon Jancis Robinson, le crouchen porterait les noms Cape riesling, Paarl riesling et South African riesling en Afrique du Sud (110 hectares). Le crouchen occupe mondialement ainsi 1 500 hectares.

## Caractères ampélographiques
- Extrémité du jeune rameau épanoui, cotonneux blanc à liseré carminé.
- Jeune feuilles duveteuses du haut jaunâtres
- Feuilles adultes, à 5 lobes avec des sinus latéraux supérieurs à fonds aigus, un sinus pétiolaire en lyre plus ou moins étroite, dents ogivales, moyennes, un limbe aranéeux-pubescent.

## Aptitudes culturales
La maturité est de deuxième époque tardive: 20 jours après le chasselas.

## Potentiel technologique
Les grappes sont petites à moyennes et les baies sont de taille moyenne. La grappe est cylindrique, compacte et ailée. Le cépage craint le mildiou, l’oïdium, la pourriture grise et le court-noué.

## Synonymes
Le crouchen est connu sous les noms Cape Riesling (Afrique du Sud), Clare Riesling (en Australie), Cougnet, Crouchenta, Cruchen, Cruchen Blanc, Grand Blanc, Messanges Blanc, Navarre Blanc, Paarl Riesling (Afrique du Sud), Sable Blanc, South African Riesling (Afrique du Sud), Trouchet Blanc et Xuricérratia (dans le Pays basque).